# Mau Marcelo
Maureen "Mau" Marcelo Flores (Lucena, 13 de mayo de 1980) es una cantante filipina declarada como la primera ganadora del concurso Philippine Idol en 2006. Empezó a ser llamada "Alma Idol" y "The Black Belter" en la competencia por su estilo vocal similar al del R&B. Fue llamada también "La Diva Diamante de Filipinas" después de su muy aplaudida actuación de "Los diamantes son para siempre" de Shirley Bassey. Durante un tiempo se dio a conocer también bajo el nombre de Samantha Brown, basada en el apellido de su padre. También fue la representante de Filipinas para la competencia Asia Idol, que celebró el 15 y 16 de diciembre de 2007 en Yakarta, Indonesia. En 2003 publicó su primer álbum como solista.

## Discografía

### Álbumes
- 2003 - Star For A Night
- 2004 - Samantha Brown
- 2006 - Philippine Idol: The Final 12
- 2007 - On My Own
- 2007 - I Shine For You

### Sencillos
- 2007 - "Try It On My Own"
- 2007 - "I Shine For You"
- 2008 - "Sino Ba Naman Ako"
- 2008 - "Kagandahan"